# Турна Велика
Турна Велика (Турна-Дужа, пол. Turna Duża) — село в Польщі, у гміні Сім'ятичі Сім'ятицького повіту Підляського воєводства.
Населення — 176 осіб (2011).

## Історія
Вперше згадується у 1580 році. У 1975—1998 роках село належало до Білостоцького воєводства.

## Демографія
Демографічна структура станом на 31 березня 2011 року:
|          | Загалом | Допрацездатний вік | Працездатний вік | Постпрацездатний вік |
| -------- | ------- | ------------------ | ---------------- | -------------------- |
| Чоловіки | 84      | 11                 | 58               | 15                   |
| Жінки    | 92      | 12                 | 49               | 31                   |
| Разом    | 176     | 23                 | 107              | 46                   |

## Галерея

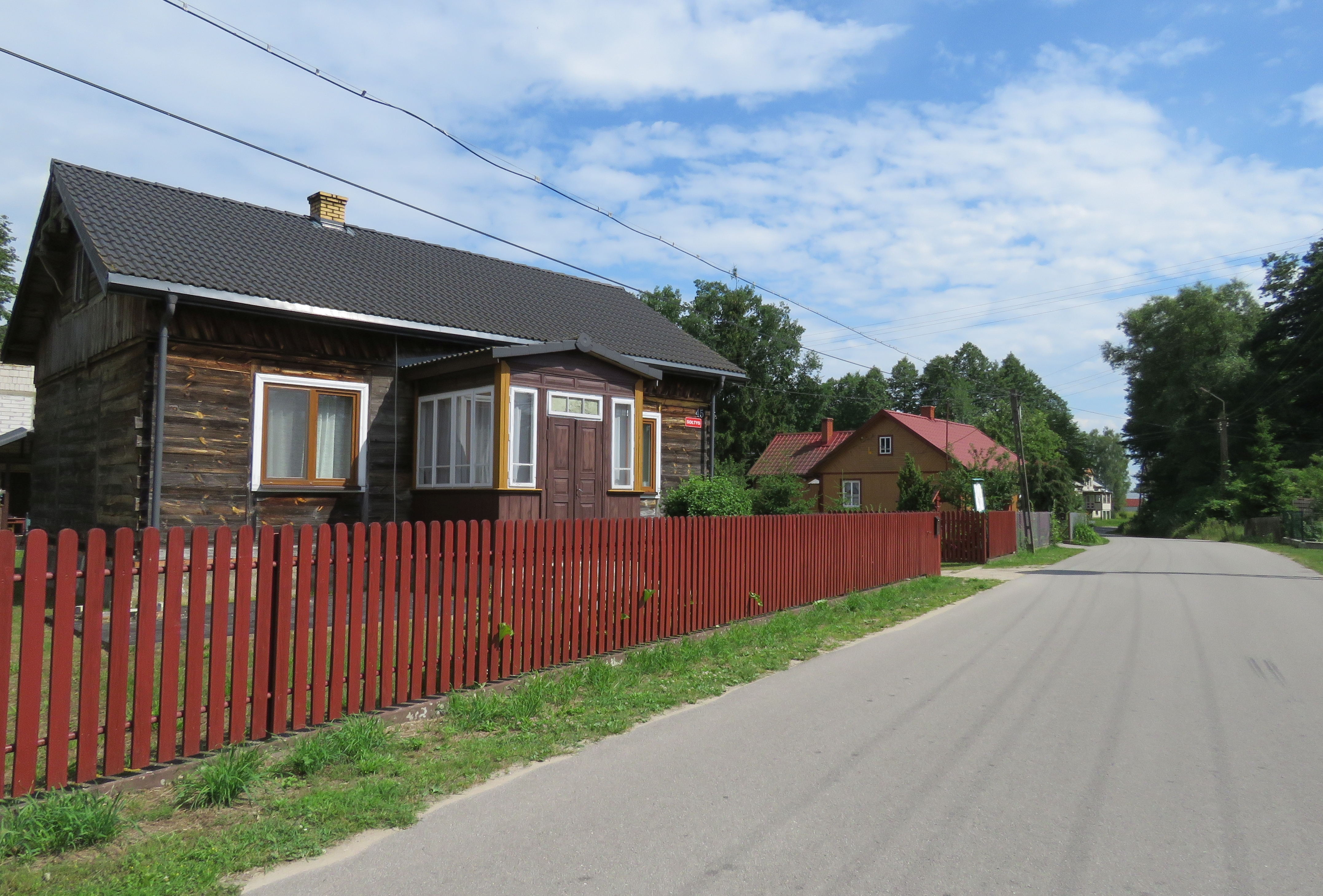
Дерев'яні будинки у селі